# Рябушинский, Михаил Павлович

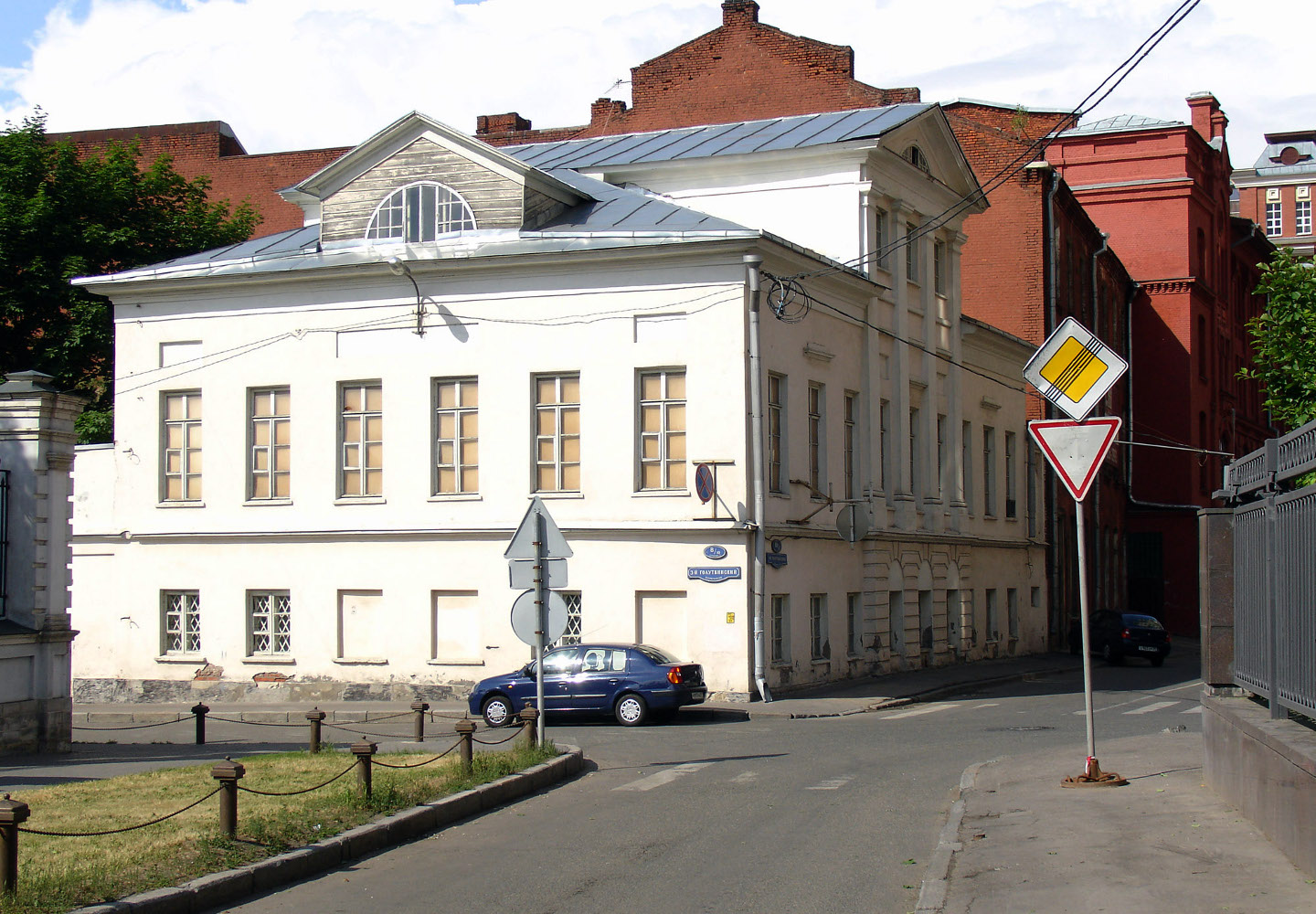
1-й Голутвинский переулок, 10/8

Михаил Павлович Рябушинский (1880—1960) — русский предприниматель, меценат, коллекционер; потомственный почётный гражданин.

## Биография
Родился в 1880 году в Москве, в купеческой семье, пятый сын П. М. Рябушинского.
В детские и юношеские годы жил в родовом доме Рябушинских на углу 1-го и 3-го Голутвинских переулков (ныне 1-й Голутвинский переулок, 10/8). Окончил Московскую практическую академию коммерческих наук. Участвовал в делах промышленной компаний Рябушинских, совместно с братьями Павлом и Владимиром Рябушинскими руководил финансами семейного дела. Был членом правления Харьковского земельного банка (1901—1917), учредителем и совладельцем банкирского дома братьев Рябушинских (1902—1912), членом правления созданного на его основе Московского банка (1912—1917).

### Коллекционирование
В начале 1900 годов Михаил Рябушинский увлёкся коллекционированием и к 1909 году в его собрании было около 100 картин русских и западноевропейских художников. Русская живопись была представлена работами таких мастеров, как Д. Г. Левицкий, В. А. Тропинин, В. А. Серов, А. Н. Бенуа, В. М. Васнецов, М. А. Врубель, А. Я. Головин, П. В. Кузнецов, Б. М. Кустодиев, С. В. Малютин, И. Е. Репин, М. С. Сарьян, К. А. Сомов, И. Э. Грабарь, В. Е. Маковский, В. Д. Поленов, В. В. Верещагин. Западноевропейская живопись включала полотна художников П. Боннара, Э. Дега, К. Писарро, К. Моне, К. Коро и других. Его коллекция размещалась в особняке на Спиридоновке, 17, ранее принадлежавшем Савве Тимофеевичу Морозову..
В 1910 году, находившийся за границей сын Николая Ге предложил Михаилу Рябушинскому приобрести запрещённое к демонстрации и репродуцированию на территории Российской империи полотно своего отца «Распятие» 1894 года (в настоящее время его местонахождение неизвестно). Сделка не состоялась.
В конце 1917 года, опасаясь революционных событий, часть коллекции Рябушинский сдал на временное хранение в Третьяковскую галерею, оставшуюся часть поместил в тайнике своего дома. В январе 1918 года Михаил Павлович вошёл в состав «Союза деятелей художественных хранилищ», но в этом же году эмигрировал за границу. После Декрета Совнаркома о регистрации памятников искусства и старины от 5 октября 1918 года, коллекция Рябушинского стала государственной собственностью и осталась в Третьяковской галерее. В 1924 году произведения западноевропейских художников были переданы в Музей нового западного искусства. В настоящее время полотна его коллекции находятся в Государственной Третьяковской галерее, Государственном Русском музее, Государственном музее изобразительных искусств имени А. С. Пушкина, Киевском музее русского искусства, Художественном музее имени А. Н. Радищева в Саратове.

### В эмиграции
В Лондоне Рябушинский открыл собственный коммерческий банк (в 1930-е годы банк разорился), был председателем Лондонского отделения Российского торгово-промышленного и финансового союза, учреждённого в 1921 году в Париже бывшими российскими предпринимателями. После разорения банка, М. П. Рябушинский некоторое время занимался коммерческой деятельностью — импортом товаров в Великобританию из Болгарии и Сербии, а после Второй мировой войны был комиссионером у мелких антикваров.
Последние годы жизни провёл в нищете и умер в Лондоне в 1960 году в больнице для бедных.

### Личная жизнь
Михаил Павлович был женат на одной из самых красивых женщин Москвы — Татьяне Фоминишне Примаковой, дочери капельдинера Большого театра Примакова. Она окончила балетное училище и танцевала в кордебалете Большого театра. Первый раз вышла замуж за отставного полковника Комарова, разведясь с ним, вышла за Рябушинского.
В первом браке у Примаковой было двое детей — сын Сергей и дочь Елена, во втором браке — сын Павел и дочь — Татьяна, известная артистка балета.